# Keith Miller (basket-ball)
Pour les articles homonymes, voir Keith Miller.
Keith Miller, né le 5 septembre 1919 à Semaphore et mort le 8 mai 2015 à Victor Harbor, est un ancien joueur et entraîneur australien de basket-ball.

## Biographie
Keith Miller est intronisé au Basketball Australia Hall of Fame en 2007.